# 識名宮
26°12′36.76″N 127°42′48.39″E / 26.2102111°N 127.7134417°E
識名宮是日本沖繩縣那霸市的一個神社，為琉球八社之一，位於那霸市立圖書館繁多川圖書館的西側。

## 历史
根據《遺老說傳》記載，琉球國王尚元的長子尚康伯得病，尚元王向熊野權現祈禱，果然尚康伯病癒。於是尚元王建立了識名宮以祭祀之。
識名宮在1945年沖繩島戰役中被燒毀，後於1968年重建。